# (200197) 1999 RA203
(200197) 1999 RA203 es un asteroide perteneciente al cinturón de asteroides, descubierto el 8 de septiembre de 1999 por el equipo del Lincoln Near-Earth Asteroid Research desde el Laboratorio Lincoln, Socorro, Nuevo México.

## Designación y nombre
Designado provisionalmente como 1999 RA203.

## Características orbitales
1999 RA203 está situado a una distancia media del Sol de 2,638 ua, pudiendo alejarse hasta 3,131 ua y acercarse hasta 2,146 ua. Su excentricidad es 0,186 y la inclinación orbital 11,44 grados. Emplea 1565,86 días en completar una órbita alrededor del Sol.

## Características físicas
La magnitud absoluta de 1999 RA203 es 15,9.